# Seriewikin
Seriewikin er en svensk tegneserie-wiki efter samme princip som Wikipedia, men med specialisering indenfor alt, der har med tegneserier at gøre.
I Danmark findes et tilsvarende opslagsværk i ComicWiki.